# Irmãs Franciscanas Adoradoras da Santa Cruz
As Irmãs Franciscanas Adoradoras da Santa Cruz são um instituto religioso feminino de direito pontifício: as freiras desta congregação acrescentam ao seu nome a sigla A.D.S.C..

## História
A congregação foi fundada pela Beata Maria Velotti em 1826 na igreja de San Giovanni del Palco em Lauro, que vestia o hábito da Terceira Ordem Regular de São Francisco tomando o nome de Maria Luigia do Santíssimo Sacramento. Depois de viver algum tempo em retiro em Capodimonte, em 1876 deu início à nova comunidade das Adoradoras da Cruz em Nápoles, que em 1884 se mudou para Casoria onde se desenvolveu graças à ajuda de Bernardino da Portogruaro e Ludovico da Casoria.
O instituto, agregado à Ordem dos Frades Menores em 1887 e novamente em 2 de novembro de 1939, recebeu o pró-decreto pontifício de louvor em 14 de julho de 1956.

## Atividades e difusão
As religiosas dedicam-se à educação e instrução cristã dos jovens, ao trabalho nas obras diocesanas e paroquiais e à assistência aos doentes, idosos e deficientes.
Além da Itália, a congregação atua no Brasil, nas Filipinas e na Indonésia; a sede geral fica em Roma.
No final de 2015 o instituto contava com 178 religiosas em 28 casas.